# برج خنامان
برج خنامان مربوط به دوره قاجار است و در شهرستان رفسنجان، بخش مرکزی، دهستان خنامان، روستای خنامان، اکبر آباد کاخ، انتهای کوچه مسجد، بعد از مسجد جامع واقع شده و این اثر در تاریخ ۲ مرداد ۱۳۸۷ با شمارهٔ ثبت ۲۳۱۲۵ به‌عنوان یکی از آثار ملی ایران به ثبت رسیده است.